# Hao Haidong
Hao Haidong (chinesisch 郝海東, Pinyin Hǎo Hǎidōng; * 25. August 1970 in Qingdao, Shandong) ist ein ehemaliger chinesischer Fußballspieler und aktuell Präsident von Tianjin Songjiang. Seine erfolgreichste Zeit hatte er bei Dalian Shide, bei dem er in 8 Jahren Spielzeit 78 Tore erzielte. Haidong gilt als einer der besten Fußballer, die China hervorgebracht hat, zudem ist er mit 41 erzielten Toren aktuell Rekordtorschütze der chinesischen Nationalmannschaft.

## Karriere

### In China
Hao begann seine Karriere bei Bayi FC, dei dem er zuvor auch in der Jugend gespielt hatte. Von der zunehmenden Professionalisierung des chinesischen Fußballs profitierte Haidong und konnte seine Fähigkeiten stetig verbessern. Aufgrund seiner guten Leistungen wurde er 1997 vom amtierenden Meister Dalian Shide für die damals vereinsinterne Rekordablöse 2.220.000 Yuan verpflichtet.
Seine erste Saison bei Dalian Shide verlief erfolgreich, mit seinem neuen Verein gewann er die Meisterschaft und den Chinese FA Super Cup sowie den Goldenen Schuh und den Goldenen Ball. In den folgenden Jahren konnte er weitere Titel sammeln und wurde aufgrund seiner hohen Trefferquote auch „Der chinesische Alan Shearer“ genannt.

### Sheffield United
Im Januar 2005, als Hao bereits seinem Karriereende nah war, bekundete der englische Verein Sheffield United Interesse an seiner Verpflichtung, allerdings nicht aus sportlichen, sondern aus Gründen des Marketings. Sheffield sah beim asiatischen Publikum großes Potenzial und Dalian Shide zeigte sich, aufgrund Haidongs Leistungen in der Vergangenheit, kooperativ und so wurde der Transfer für die symbolische Summe von einem Pfund durchgeführt. Bei Sheffield kam er jedoch aufgrund Verletzungen nie zum Einsatz und arbeitete größtenteils als Jugendtrainer, bevor er 2007 seine Karriere beendete.

## Kontroverse
Auch wenn Hao auf eine erfolgreiche Karriere zurückblicken kann, fiel er gelegentlich durch unsportliches Verhalten auf. Beispielsweise war er am 31. Juli 1994 während eines Ligaspiels gegen Guangdong Hongyuan in eine Schlägerei mit Craig Allardyce verwickelt, woraufhin beide vom chinesischen Fußballverband ein halbes Jahr Spielsperre bekamen. Dies führte auch dazu, dass Hao nicht mit der Nationalmannschaft an den Asienspielen 1994 teilnehmen konnte. Am 15. März 1998 wurde er für zwei Spiele gesperrt, nachdem er einen Spieler attackiert hatte, außerdem erhielt er vom asiatischen Fußballverband eine Sperre von einem Jahr, nachdem er einen Schiedsrichter bespuckt hatte.

## Erfolge

### Club
Dalian Shide
- Chinese Jia-A League: 1997, 1998, 2000, 2001, 2002
- Chinesischer Fußballpokal: 2001
- Chinese FA Super Cup: 1997, 2001, 2003

### Individuell
- Chinese Football Association Fußballer des Jahres: 1997, 1998
- Chinese Jia-A League Mannschaft des Jahres: 1995, 1996, 1997, 2001
- Chinese Jia-A League Torschützenkönig: 1997, 1998, 2001
- AFC Champions League: Torschützenkönig 2002/03